# Acleisanthes
Acleisanthes es un género con 17 especies de plantas del desierto perteneciente a la familia Nyctaginaceae.
Son plantas perennes adaptadas a zonas áridas con raíces superficiales compactas. Las flores se abren por la noche para ser polinizadas por insectos nocturnos como adaptación al terreno seco para evitar perder humedad, como por ejemplo Sphingidae. Las flores son de color blanco y algunas veces amrillas. Son nativas del desierto de Chihuahua y desierto de Sonora en México y EUA.

## Taxonomía
El género fue descrito por Asa Gray y publicado en American Journal of Science, and Arts, ser. 2, 15(44): 259–261. 1853. La especie tipo es: Acleisanthes crassifolia A.Gray
Etimología
Acleisanthes: nombre genérico que deriva de las palabras griegas: a = "sin, carente de", de kleis  = "algo que se cierra, de bloqueo" y anthos = "flor", y por lo tanto significa "sin un involucro"

## Especies aceptadas
A continuación se brinda un listado de las especies del género Acleisanthes aceptadas hasta octubre de 2014, ordenadas alfabéticamente. Para cada una se indica el nombre binomial seguido del autor, abreviado según las convenciones y usos.
- Acleisanthes acutifolia Standl.
- Acleisanthes angustifolia (Torr.) R.A.Levin
- Acleisanthes anisophylla A.Gray
- Acleisanthes chenopodioides (A.Gray) R.A.Levin
- Acleisanthes crassifolia A.Gray
- Acleisanthes diffusa (A.Gray) R.A.Levin
- Acleisanthes lanceolata (Wooton) R.A.Levin
- Acleisanthes longiflora A.Gray
- Acleisanthes nana I.M.Johnst.
- Acleisanthes nevadensis (Standl.) B.L.Turner
- Acleisanthes obtusa (Choisy) Standl.
- Acleisanthes palmeri (Hemsl.) R.A.Levin
- Acleisanthes parvifolia (Torr.) R.A.Levin
- Acleisanthes purpusiana (Heimerl) R.A.Levin
- Acleisanthes somalensis (Chiov.) R.A.Levin
- Acleisanthes undulata (B.A.Fowler & B.L.Turner) R.A.Levin
- Acleisanthes wrightii (A.Gray) Benth. & Hook.f. ex Hemsl.